# Abercrombie & Fitch

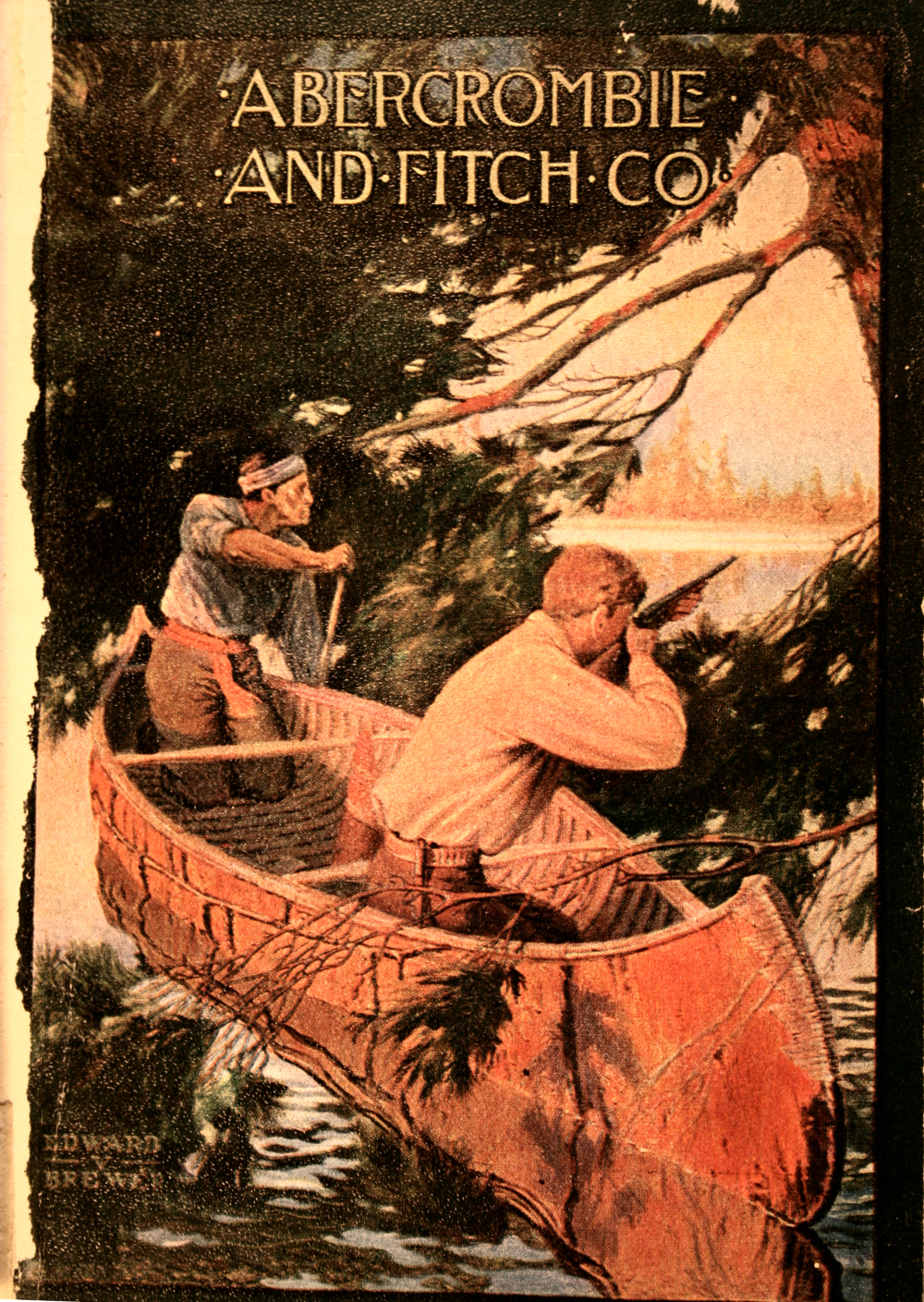
Omslaget till A&F:s första katalog från 1909

Abercrombie & Fitch Co. (A&F), (NYSE: ANF), är ett amerikanskt klädmärke med egna butiker över hela USA och sedan 2007 även i Europa med en första butik i London. En andra butik öppnades i november 2010 Kopmandgade i Köpenhamn och planer har funnits på en butik i Stockholm. Företaget grundades 1892 av David Abercombie och sålde från start utrustning för sport och träningsaktiviteter. Företaget hade finansiella problem under 1970-talet och lades ned 1977, men firmanamnet köptes upp och återupplivades av Oshman's Sporting Goods som en postorderfirma specialiserad på jaktkläder. Det köptes 1988 upp av The Limited som repositionerade företaget, under ledning av Mike Jeffries, med ledorden "Casual Luxury" till ett lifestyle brand i dess nuvarande form.Det har undermärkena Abercrombie Kids, Hollister Co,  och Gilly Hicks.

## Butikspolicy och image
Företaget har skapat en image som flirtar med gaykulturen, vilket visat sig vara mycket framgångsrikt. Bilder på nakna muskulösa manliga överkroppar förekommer flitigt i butikerna och i annonser. Butikerna är dunkelt ljussatt och housemusik spelas alltid på mycket hög volym, enligt företagspolicy på 80 decibel. Butikerna ska även lukta på samma sätt som företagets parfymer vilket ska kännas redan utanför butikens dörrar. 
Butikernas expediter kallas internt för "modeller" och har alla de gemensamt att de ofta är vältränade och har ett fördelaktigt yttre. Många av dem jobbar även som eller aspirerar att bli modeller vid sidan av jobbet i butik. De butiksanställda tvingas följa en strikt klädpolicy som tillåter dem att enbart bära vissa färger eller säsongsriktiga plagg. Anställda bär antingen flippflopps eller Converse–skor.

## A&F:s varumärken
A&F har fyra andra varumärken som riktar sig till olika åldersgrupper utöver Abercrombie & Fitch. HCO:s stora och snabba framgångar fick Abercrombie & Fitch Co. att inse att man kanibaliserade på sitt primära varumärke Abercrombie & Fitch vilket bidrog till att man tydligare ville skilja på varumärkena. För att ännu tydligare göra skillnad på varumärkena A&F och HCO, fick den förstnämnda använda sig av vissa typer av material som saknades hos dotterbolaget, trots det höjdes priserna för Hollister som öppnade sin första egna butik i New Albany, Ohio juli 2000.
- Abercrombie Kids
- Hollister Co
- Gilly Hicks

### Fiktiv historia
Den fiktiva historien om Hollister berättar att företaget grundades av J. M. Hollister 1922 av en handelsresande från västkusten och Södra Kalifornien. Alla Abercrombie & Fitch Co.:s spin-off brands har egna fiktiva berättelser om hur företagen grundades (inklusive RUEHL No.925 och Gilly Hicks).